# Andoni Monforte Arregui
Andoni Monforte Arregui (Mallavia, 12 de junio de 1946) es un político y abogado español, miembro del Partido Nacionalista Vasco (PNV).

## Biografía
Licenciado en Derecho por la Universidad de Valencia fue elegido diputado en el Congreso en la Legislatura constituyente en 1977, en las elecciones generales de 1979 y en 1982. También fue Consejero del Consejo General Vasco en las carteras de Sanidad y Seguridad Social. En 1986 fue elegido en representación de España al Parlamento Europeo, cargo que ocupó hasta 1989. Desde entonces, ejerce su actividad profesional como abogado.